# Pachycephala mentalis
A Pachycephala mentalis a madarak osztályának verébalakúak (Passeriformes) rendjébe és a légyvadászfélék (Pachycephalidae) családjába tartozó faj.

## Rendszerezése
A fajt Alfred Russel Wallace brit természettudós írta le 1863-ban.

## Alfajai
- Pachycephala mentalis obiensis (Salvadori, 1878) - eredetileg különálló fajként írták le, az Obi-szigeteken honos
- Pachycephala mentalis mentalis (Wallace, 1863) - Bacan, Halmahera és Morotai szigetek
- Pachycephala mentalis tidorensis (Bemmel, 1939) - Tidore és Ternate szigetek [2]

## Előfordulása
Indonéziához tartozó, Maluku-szigetek területén honos. Természetes élőhelyei a szubtrópusi és trópusi síkvidéki és hegyi esőerdők, mocsári erdők, mangroveerők, lombhullató erdők, szavannák és cserjések, valamint ültetvények, szántóföldek, vidéki kertek és városias régiók. Állandó, nem vonuló faj.

## Megjelenése
Testhossza 18-19 centiméter.

## Életmódja
Kevés róla az információ, valószínűleg gerinctelenekkel táplálkozik.

## Természetvédelmi helyzete
Az elterjedési területe elég nagy, egyedszáma pedig stabil. A Természetvédelmi Világszövetség Vörös listáján nem fenyegetett fajként szerepel.